# الکس دیکسون
الکس دیکسون (انگلیسی: Alex Dixon؛ زادهٔ ۷ فوریهٔ ۱۹۹۰) بازیکن فوتبال اهل ایالات متحده آمریکا است.
از باشگاه‌هایی که در آن بازی کرده‌است می‌توان به هیوستون دینامو اشاره کرد.
وی همچنین در تیم ملی فوتبال United States U17 بازی کرده‌است.